# Pazaryolu
Pazaryolu là một huyện thuộc tỉnh Erzurum, Thổ Nhĩ Kỳ. Huyện có diện tích 747 km² và dân số thời điểm năm 2007 là 5264 người, mật độ 7 người/km².